# حسام الدين جار الله
حسام الدين جار الله شيخ وقاض عربي مقدسي. كان جار الله واحداً من أربعة موظفين في حكومة الانتداب البريطاني على فلسطين أعادتهم حكومة الانتداب لإشغال مناصب وزارية في حكومة إمارة شرق الأردن، حيث شغل الشيخ حسام الدين جار الله منصب ناظر العدلية (وزير العدلية) وقاض للقضاة في حكومة الرئيس حسن خالد أبو الهدى الصيادي المشكلة في 26 تموز 1926 م.